# Првенство Јужне Америке у фудбалу 1942.
Првенство Јужне Америке 1942.  је било седамнаесто издање овог такмичења, сада познатог по имену Копа Америка. Првенство се играло у Уругвају од 10. јануара до 7. фебруара 1942. године. На првенству је учествовало седам екипа.
Уругвај је освојио првенство по осми пут у својој историји. Друго место освојила је Аргентина, а треће Бразил. Масантонијо и Морено, репрезентативци Аргентине били су најбољи стрелци првенства са по седам постигнутих голова.

## Учесници
На првенству Јужне Америке учествовало је седам тимова: репрезентације Аргентине, Перуа, Бразила, Уругваја, Парагваја, Чилеа и Еквадора. Боливија и  Колумбија одустале су од турнира. Бергеров систем је примењен, а првак је био тим који је прикупио највише бодова. 
1.  Аргентина

2.  Бразил

3.  Еквадор

4.  Парагвај

5.  Перу

6.  Уругвај

7.  Чиле

## Град домаћин и стадион
Извештаји и подаци о капацитету стадиона варирају. На оно што се може ослонити је податак да се почело са капацитетом од 60.000 па 70.000 све са доградњом до 90.000.
| Монтевидео         | Монтевидео |
| ------------------ | ---------- |
| Стадион Сентенарио |            |
| Капацитет: 65.235  |            |
|                    |            |

## Табела
| Репрезентација | И | Д | Н | И | ДГ | ПГ | ГР  | Бод. |
| -------------- | - | - | - | - | -- | -- | --- | ---- |
| Уругвај        | 6 | 6 | 0 | 0 | 21 | 2  | +19 | 12   |
| Аргентина      | 6 | 5 | 0 | 1 | 21 | 6  | +15 | 10   |
| Бразил         | 6 | 3 | 1 | 2 | 15 | 7  | +8  | 7    |
| Парагвај       | 6 | 2 | 2 | 2 | 11 | 10 | +1  | 6    |
| Перу           | 6 | 1 | 2 | 3 | 5  | 10 | −5  | 4    |
| Чиле           | 6 | 1 | 1 | 4 | 4  | 15 | −11 | 3    |
| Еквадор        | 6 | 0 | 0 | 6 | 4  | 31 | −27 | 0    |

## Утакмице
| Уругвај                                                                      | 6–1 | Чиле         |
| ---------------------------------------------------------------------------- | --- | ------------ |
| Л. Е. Кастро 7’, 76’ · О. Варела 12’ · Сиоча 15’ · Запаријан 37’ · Порта 54’ |     | Контрерас 1’ |

| Аргентина                                      | 4–3 | Парагвај                     |
| ---------------------------------------------- | --- | ---------------------------- |
| Сандовал 9’ · Масантонио 30’, 47’ · Перука 88’ |     | Санчез 59’ · Авеиро 75’, 86’ |

| Бразил                                                | 6–1 | Чиле         |
| ----------------------------------------------------- | --- | ------------ |
| Патешко 1’, 78’ · Пириљо 23’, 63’, 86’ · Клаудијо 66’ |     | Домингез 35’ |

| Аргентина                       | 2–1 | Бразил       |
| ------------------------------- | --- | ------------ |
| Е. Гарсија 3’ · Масантонијо 27’ |     | Сервилио 37’ |

| Уругвај                                                               | 7–0 | Еквадор |
| --------------------------------------------------------------------- | --- | ------- |
| Запирајин 1’ · Гамбета 13’ · С. Варела 16’, 24’, 29’ · Порта 23’, 42’ |     |         |

| Парагвај   | 1–1 | Перу         |
| ---------- | --- | ------------ |
| Бариос 35’ |     | Магаљанес 1’ |

| Бразил          | 2–1 | Перу          |
| --------------- | --- | ------------- |
| Аморим 43’, 56’ |     | Фернандез 73’ |

| Парагвај                | 2–0 | Чиле |
| ----------------------- | --- | ---- |
| Бариос 33’ · Франко 54’ |     |      |

| Аргентина | 12–0 | Еквадор |
| --- | ---- | ------- |
| Е. Гарсија 2’ · Морено 12’, 16’, 22’, 32’, 89’ · Педернера 25’ · Масантонијо 54’, 65’, 68’, 70’ · Перука 88’ |      |         |

| Уругвај       | 1–0 | Бразил |
| ------------- | --- | ------ |
| С. Варела 32’ |     |        |

| Парагвај                            | 3–1 | Еквадор     |
| ----------------------------------- | --- | ----------- |
| Франко 5’ · Минго 57’ · Ибарола 62’ |     | Хименез 46’ |

| Аргентина                     | 3–1 | Перу          |
| ----------------------------- | --- | ------------- |
| Ередија 12’ · Морено 65’, 72’ |     | Фернандез 17’ |

| Перу                      | 2–1 | Еквадор     |
| ------------------------- | --- | ----------- |
| Квињонез 32’ · Гузман 62’ |     | Хименез 52’ |

| Уругвај                              | 3–1 | Парагвај   |
| ------------------------------------ | --- | ---------- |
| С. Варела 9’ · Порта 26’ · Сиоча 65’ |     | Бариос 58’ |

| Аргентина | 0–0 | Чиле |
| --------- | --- | ---- |
|           |     |      |

| Бразил                                      | 5–1 | Еквадор            |
| ------------------------------------------- | --- | ------------------ |
| Тим 10’ · Пириљо 12’, 29’, 76’ · Зизињо 60’ |     | Алварез 19’ (пен.) |

| Уругвај                                     | 3–0 | Перу |
| ------------------------------------------- | --- | ---- |
| Чиримини 47’ · Л. Е. Кастро 54’ · Порта 77’ |     |      |

| Чиле                        | 2–1 | Еквадор    |
| --------------------------- | --- | ---------- |
| Домингез 20’ · Армингол 42’ |     | Алсивар 5’ |

| Бразил    | 1–1 | Парагвај   |
| --------- | --- | ---------- |
| Зизињо 5’ |     | Франко 23’ |

| Чиле | 0–0 | Перу |
| ---- | --- | ---- |
|      |     |      |

| Уругвај      | 1–0 | Аргентина |
| ------------ | --- | --------- |
| Запираин 57’ |     |           |

## Листа стрелаца
7 голова
| - Масантонијо | - Морено |  |

6 голова
- Пириљо

5 голова
| - Порта | - С. Варела |  |

3 гола
| - Бариос - Франко | - Л.Е. Кастро - Запираин |  |

2 гола
| - Е. Гарсија - Перуца - Аморим - Патеско | - Зизињо - Домингез - Хименез - Авеиро | - Т. Фернандез - Сиоча |

1 гол
| - Хередија - Педернера - Сандовал - Клаудио - Сервилио - Тим - Армингол | - Контрерас - Алсивар - Алварез - Ибарола - Мигно - Санчез - Л. Гузман] | - Квињонез - Магаљанес - Чиримини - Гамбета - О. Варела |